# Gerlachovský štít
Gerlachovský štít (Pronunciación eslovacaⓘ; traducido al español como Pico de Gerlachov) es el pico más alto de los Montes Tatras, está situado en el parque nacional Tatra, en la región de Prešov, en Eslovaquia. Asimismo, es la montaña más alta a lo largo de los 1500 kilómetros de longitud de los Montes Cárpatos y también de la parte norte y este de Europa Central. 
La altitud de este pico se suele citar como de 2655 m s. n. m., aunque su elevación real es de unos 60 centímetros menos. La forma piramidal del macizo está gobernada por un enorme circo. A pesar de su altura relativamente baja comparada con otras montañas del mundo, su prominencia de más de 2000 metros con respecto al fondo del valle hace que el pico parezca aún más elevado. Tomada erróneamente en el pasado como una montaña media en los accidentados Altos Tatras, desde entonces ha jugado un importante y simbólico papel para los habitantes y los gobernadores de varias naciones centroeuropeas, hasta el punto de que entre los siglos XIX y mediados del XX recibió cuatro nombres distintos, con seis cambios en total. Debido a los cambios políticos de la zona, en tan sólo unas décadas llegó a ser la montaña más alta del Reino de Hungría, de Checoslovaquia y de Eslovaquia. 
Gerlachovský štít comparte su características geológicas y ecológicas con el resto de los Altos Tatras, pero posee un ambiente que merece la pena para los biólogos por ser la zona más alta en toda Europa al norte del paralelo 50°, aproximadamente. Durante el periodo del siglo XX en el que los viajes se encontraban restringidos este pico era especialmente valorado para checos, eslovacos, alemanes del Este, húngaros y polacos, ya que era el lugar más elevado para escalar. Aún hoy continúa atrayendo idéntica atención, aunque las autoridades locales han seguido añadiendo restricciones a su acceso.

## Historia

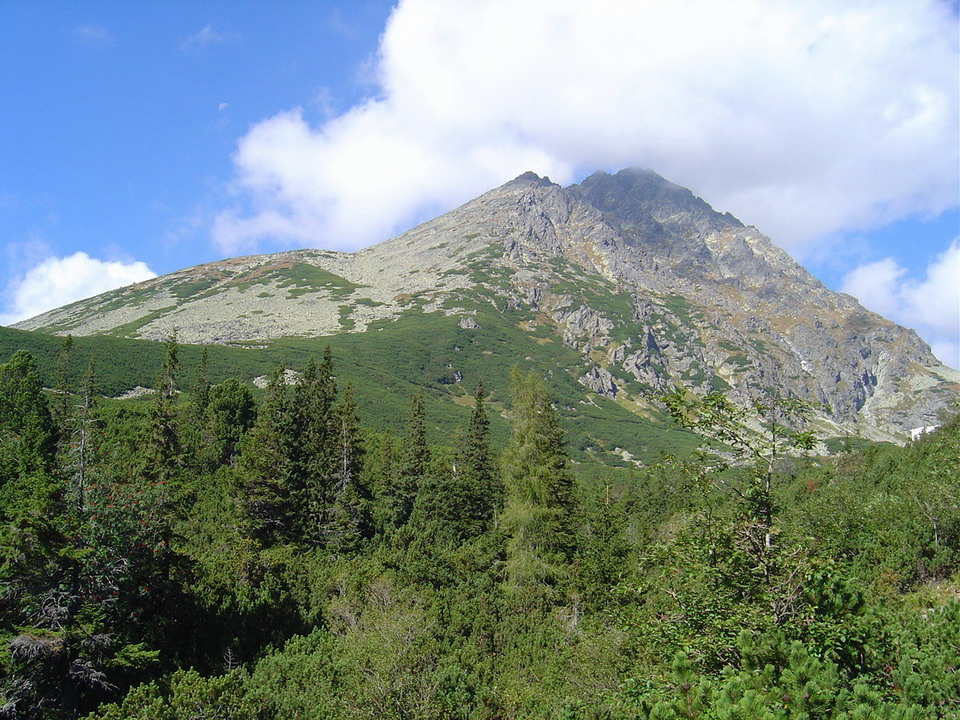
Gerlachovský štít desde Velicka dolina.

Gerlachovský štít no siempre ha sido considerado el pico más alto de los Montes Tatras. Después de la primera medición oficial, realizada durante el reinado de los Habsburgo en el siglo XVIII, el conocido pico Kriváň fue tomado como el más elevado, a pesar de su altitud tan sólo alcanza los 2494 m s. n. m. Otras montañas que aspiraron por aquel entonces a conseguir el título de montaña más alta fueron Lomnický štít (2633 m) y Ľadový štít (2627 m). La primera persona que nombró con precisión al Pico de Gerlachov como el más alto de todos fue el guardabosques Ludwig Greiner en 1838. La medición inicial de Greiner fue oficialmente confirmada por una partida de reconocimiento del ejército austriaco en 1868. Sin embargo, sólo se aceptó de manera general después de que el Instituto Militar de Viena de Geografía emitiera una nueva colección autorizada de mapas de Centroeuropa hacia el año 1875.
La primera ascensión confirmada al Gerlachovský štít fue lograda por Ján Still desde el pueblo de Nová Lesná en 1834. En 1880 las rutas a través de Velická próba y Batizovská próba fueron aseguradas mediante cadenas.

## Climatología
|                                                         | Ene | Feb | Mar | Abr | May | Jun | Jul | Ago | Sep | Oct | Nov | Dic |
| ------------------------------------------------------- | --- | --- | --- | --- | --- | --- | --- | --- | --- | --- | --- | --- |
| Temperatura del aire (14.00-15.00 aprox., Celsius)      | -11 | -11 | -8  | -5  | 0   | 3   | 5   | 5   | 2   | -1  | -6  | -9  |
| Temperatura del aire (14.00-15.00 aprox., Fahrenheit)   | 12  | 12  | 17  | 23  | 32  | 37  | 41  | 41  | 36  | 10  | 21  | 16  |
| Precipitaciones (centímetros)                           | 12  | 12  | 10  | 13  | 12  | 19  | 19  | 14  | 9   | 9   | 13  | 15  |
| Días con tormentas y aparato eléctrico                  | 0   | 0   | 0   | 2   | 5   | 9   | 9   | 6   | 2   | 0   | 0   | 0   |
| Días con la cima oculta más de 10 minutos.              | 21  | 20  | 22  | 23  | 26  | 25  | 26  | 24  | 21  | 19  | 21  | 21  |
| Días con cencellada                                     | 19  | 15  | 16  | 16  | 13  | 5   | 4   | 5   | 10  | 11  | 17  | 19  |
| Días con nevadas                                        | 19  | 16  | 18  | 19  | 16  | 9   | 5   | 4   | 6   | 11  | 17  | 19  |
| Días con más de 1 cm de nieve                           | 31  | 28  | 31  | 30  | 24  | 8   | 4   | 3   | 6   | 15  | 28  | 31  |
| Días con visibilidad (más de 20 km, 14.00-15.00 aprox.) | 15  | 12  | 12  | 7   | 3   | 3   | 4   | 5   | 8   | 17  | 15  | 15  |